# 機動武鬥傳G GUNDAM
《机动武斗传G高达》（或简称为G高达）是一部首播于1994年的日本电视动画。本剧由日昇動畫制作，也是高达系列的第五部作品。本剧设定在“未来世纪”，太空殖民地代表国家同意每四年举办一次名为“高达大战”的有组织格斗比赛，以取代战争来解决他们之间的政治分歧。每个殖民地派遣一名代表战士驾驶巨大的人形机甲高达在地球上进行战斗，直到只剩下最后一个。获胜的国家有权在下一次比赛之前一直统治所有殖民地。《机动武斗传G高达》的故事发生在第13届高达大战期间，主角是新日本的闪光高达驾驶员多蒙·卡修。多蒙的目的除了要赢得比赛，还要寻找他失踪的哥哥，据信后者从新日本政府那里偷走了神秘的恶魔高达（在亚洲以外的地区称为黑暗高达）。
为了庆祝高达系列诞生15周年，制作方启动了《机动武斗传G高达》的制作以重启这一系列的影响力。这是第一部具有自成一体剧情的高达系列作品，设定在与以往作品的“宇宙世纪”时间线所不同的纪年和世界观。此外，该剧也抛弃了许多之前作品设定的传统。这为本剧引入了许多新的元素，例如偏向注重武艺和个人能力的决斗，而不是大规模的军事冲突。
《机动武斗传G高达》由今川泰宏执导，其设定和角色在很大程度上受到导演对世界电影的兴趣的影响。动画的中的场景取材于许多现实世界中的外国电影，并通过实地考察来规划设定。《机动武斗传G高达》最早自1994年4月22日至1995年3月31日在日本的朝日电视台上播出了49集。由万代娱乐制作的英语版本于2002年8月5日在美国的卡通网络Toonami上播出。自首播以来，《机动武斗传G高达》衍生出各种漫画、音频专辑、视訊游戏、指南书以及模型系列等。
由于与高达系列宇宙的先前所有的作品都采取了截然不同的转变，在《机动武斗传G高达》的构思阶段以及在日本电视首播期间，本剧在制作人员、赞助商和爱好者中都引发了争议。然而，正因为这个原因，本剧被视为高达系列中的一个里程碑，并最终在日本地区受到极大的欢迎。《机动武斗传G高达》在北美的评价总体上是积极的。评论家们称赞主要角色和机甲的独特和风格化，但对剧情的评价意见不一。一些评论家喜欢这种偏离了传统高达系列所擅长的更严肃的社会与政治暗示的大胆而滑稽的演绎，而其他人则认为《机动武斗传G高达》的故事叙述过于肤浅、重复或不符合其系列以往动画作品所设定的标准。

## 剧情
与高达系列作品中以往设定在“宇宙世纪”的作品不同，《机动武斗传G高达》发生在一个名为“未来世纪”的平行宇宙中。在这一世界中，地球上残存的国家在行星大气层外都有相应的太空殖民地。人类的大部分已经放弃了趋近于被毁灭的地球，而选择居住在太空殖民地中。各太空殖民地不再因政治和社会的主导地位而发动战争，取而代之的是每四年举办一次“高达武斗”锦标赛。每个国家都派遣一名代表驾驶着高度先进的人形机动武士——高达，到地球参加比赛。高达将在严格的规则下进行一对一的战斗，直到只剩下一名战士为止；获胜者所代表的国家将有权统治整个太空一段时间。每个高达都由驾驶员直接在驾驶舱内使用“机动追踪系统”控制，该系统通过手势识别和反馈机制使高达模仿驾驶员自身的身体动作、战斗技巧以及武器使用能力。
《机动武斗传G高达》的故事开始于未来世纪60年的第13届高达武斗的开幕，主人公为新日本的多蒙·卡修，他是自己国家驾驶闪光高达的战士，也是备受瞩目的武术世家“红心王”的传人。除了赢得比赛，多蒙的目标还包括追踪他成为逃犯的哥哥京二。据说京二偷走了新日本政府的实验性恶魔高达，从而导致他们的母亲死亡，他们的父亲雷藏·卡修博士也因此被逮捕并被处于冷冻的状态。
根据石川少校的命令，多蒙和他的童年朋友、机械师深村玲辗转不同国家，挑战各国的高达，同时寻找京二与恶魔高达的下落线索。期间，多蒙与新美国的奇波迪·克洛凯特、新法国的祖尔殊·德·山度、新中国的蔡赛西以及新俄罗斯的阿尔戈·加尔斯基的初次比赛以平局结束，这也获得了战士们之间的相互尊重并结成同伴。当他们遇到与恶魔高达接触过的高达驾驶员时，多蒙和玲了解到恶魔高达具有独特的细胞特性，可以通过感染有机物质并引发生物的暴力行为来再生、繁殖和进化。然后，他们前往新东京，这座城市被恶魔高达的机动武器大军摧毁。多蒙与他备受尊敬的武术导师东方不败重逢，东方不败曾是上一届高达武斗的冠军、前红心王和一支名为洗牌同盟的精英高达战士组织的盟主。在多蒙和玲帮助城市幸存者保卫他们在新宿的最后前哨站之后，东方不败自曝是恶魔高达的仆人，还通过恶魔高达的DG细胞控制了奇波迪、祖尔殊、蔡赛西和阿尔戈。洗牌联盟的四名剩余成员介入并发誓为他们的罪行要消灭他们以前的盟主。最终，几位联盟成员献出自己的生命，从多蒙的四位同伴身上清除DG细胞，并将自己的洗牌同盟纹章赋予他们作为继任者。京二和巨大的恶魔高达最终从新宿的地下出现，但随后与东方不败一起消失。当洗牌同盟在圭亚那高地进行高达武斗决赛训练时，东方不败和恶魔高达再次出现。在同伴们以及新盟友新德国的面具战士舒瓦兹·布鲁达的帮助下，多蒙击败了恶魔高达。在战斗中，闪光高达失去了能力，但多蒙拼命设法激活了新取得的神高达，逃离了东方不败并前往设在新香港的决赛现场。
本届高达武斗决赛由新香港总理黄润发主持，他也是太空殖民地和地球的实际统治者。黄润发选择让参赛国家的战士们进行一对一和双打预赛比赛，以达到在大屿山举行的大混战，决赛将由胜者面对卫冕冠军东方不败。黄润发秘密策划复活并控制恶魔高达，将其作为自己的杀手锏，以维持自己对太空的统治。多蒙和他的伙伴们前往大混战，期间揭示了有关恶魔高达的一些真相。玲的父亲深村博士，最终解释了恶魔高达（最初被称为究极高达）是卡修博士为了使垂死的地球复苏而建造的。出于对他的天才同事的嫉妒，深村博士让新日本官员试图没收卡修博士的创造物。为了防止军方将他父亲的发明用于自己的目的，京二带着恶魔高达逃离并在地球上坠毁，导致高达的计算机发生故障，引发了一连串的恶意行为。随后，石川将卡修博士逮捕，将京二诬陷为罪犯，并利用多蒙和玲来唤醒高达。在另一次坦白中，东方不败向多蒙透露，由于高达武斗造成的彻底破坏使他感到痛苦，他计划使用恶魔高达消灭人类，让地球自然痊愈。混战在大决战中达到高潮，多蒙最终打败了东方不败，而京二和舒瓦兹则双双牺牲，让多蒙能够攻击恶魔高达的驾驶舱并使其再次失去再生功能。尽管黄润发和东方不败的计划都失败了，但石川为了达到自己的目的，悄悄地掌握了恶魔高达并将其运送到新日本的太空殖民地。之后，石川被DG细胞腐化，怀揣至高无上的权力野心绑架了玲，并将她放入恶魔高达的核心作为能源。这个庞大的怪物随后与殖民地合而为一，并开始吸收地球本身。当全世界的高达联合从外部进攻恶魔高达时，洗牌同盟闯入殖民地并消灭了石川。最后，多蒙表白了对玲的爱，并释放她离开恶魔高达的核心。借助红心王的力量，这对恋人彻底击败了恶魔高达。

## 制作

### 制作团队以及制作概念
《机动武斗传G高达》（下文称《G高达》）是由日昇动画与广告公司创通以及电通协力制作，此外还有玩具公司万代的参与跨媒體製作。该剧是为了庆祝高达系列诞生15周年而制作的。高达系列是由富野由悠季于1979年开始创作的系列跨媒體製作。《G高达》由今川泰宏执导，他以《铁甲人 地球靜止之日》和《真盖塔机器人 世界最後之日》等原创视频动画（OVA）而闻名。《G高达》的主要编剧和监制是五武冬史，他是日昇公司的资深编剧，曾参与《疾風戰士》和《勇者王》等作品的创作。《G高达》的许多主要制作人员都是从前一部作品《机动战士V高达》中延用过来的，包括角色设计师逢坂浩司和机械设计师大河原邦男与角木肇。漫画家岛本和彦也参与了该剧的角色设计。山根公利担任辅助机械设计师，并在此后参与制作了日昇公司备受赞誉的作品《星际牛仔》和《圣天空战记》。曾在《宇宙騎士BLADE》中担任制作的佐野弘敏负责《G高达》中的机械动画，同时也制作了该剧在家庭媒体封面上的大部分封绘制作。《G高达》的音乐由田中公平作曲。前25集中的片头曲《FLYING IN THE SKY》由鵜島仁文演唱，片尾曲《比海洋更深》由彩惠津子演唱。剩余集数中的片头曲《Trust You Forever》仍由鵜島仁文演唱，片尾曲《你内心的永恒》则由井上武英演唱。
与其他早期机甲动画一样，机动战士高达系列动画作品的制作得到了赞助商的支持，后者主要的兴趣是通过电视节目来宣传拼装模型和其他相关的玩具。高达系列通过其戏剧性的情节设定、道德复杂的角色以及对战争恐怖的描绘，使自己与同类作品区别开来。这些因素加上其“真实机器人”机甲的处理方式，使高达在几年内广受欢迎。在1993年开始播放《V高达》后，作为富野由悠季的年轻弟子，今川泰宏被选为系列下一个作品《Polcarino Gundam》的导演。然而，由于高达的受欢迎程度下降，销售额开始下滑，赞助商迫使制作方重启系列作品，并更名为《机动武斗传G高达》。《G高达》被构想为一部不那么现实的“超级机器人”系列，放弃了军事背景，旨在吸引年轻观众以增加玩具销售。最初，这些改变，包括缺乏以战争为中心的情节、高达机体基于国籍的刻板形象以及地球作为擂台，被今川和日昇公司的大部分员工视为亵渎。然而，在看到《G高达》赞助商创造的玩具中一些令人印象深刻、复杂的设计后，今川对这些改变变得更加坚定。他最终适应了自己的角色，并接受了导师的建议。“如果你继续制作一份复制品的复制品的复制品，”后者说，“最终印象将退化为虚无。”今川认为，制作方和赞助商为了产品的成功，必须相互接受彼此的想法。导演还评论说，为了将像《G高达》这样一个对这种雄心勃勃的改变持抵触态度的观众，创作者必须注入自己的个性，克服困难，使作品更具特色。在制作结束时，今川认为将《G高达》与系列的其他部分进行比较是无意义的，并且不再认同“常规”的高达系列概念。“这是我的高达，”他宣称，“我制作了一部让我自豪的高达。”

### 受到的影响
作为一个电影迷，今川认为参考世界电影会帮助描绘《G高达》中的真实世界背景。制作团队最初希望使用旅游指南书，但发现这些书没有从普通人的角度展示地点。在前几集中，对战场的描绘使用了多种多媒体作品，包括费德里柯·费里尼、和伊尔玛兹·居内依的电影；以黄飞鸿为题材的电影；Swing Out Sister乐队的视频剪辑；创世纪乐团和Magma乐队的音乐；以及作品的场景等。每一集的开场旁白由角色斯托克提供，灵感来自美国电视剧，如和《迷離境界》。同样地，某些《G高达》角色的名字和技巧取材自电影，其中最显著的是香港武侠片。例如，反派角色东方不败的名字直接取自一部同名电影的主人公。此外，反派角色黄润发很大程度上基于香港明星周润发，特别是他在电影《赌神》中的形象。《G高达》中的一些元素来自其他动画和漫画作品。剧情中段关键场景里闪光高达的金色“超级模式”受到《圣斗士星矢》的启发。在剧情高潮部分，反派也加入主人公团队一起对抗更强大的敌对势力，这是《週刊少年Jump》漫画中常见的主题，尤其是。

### 设定

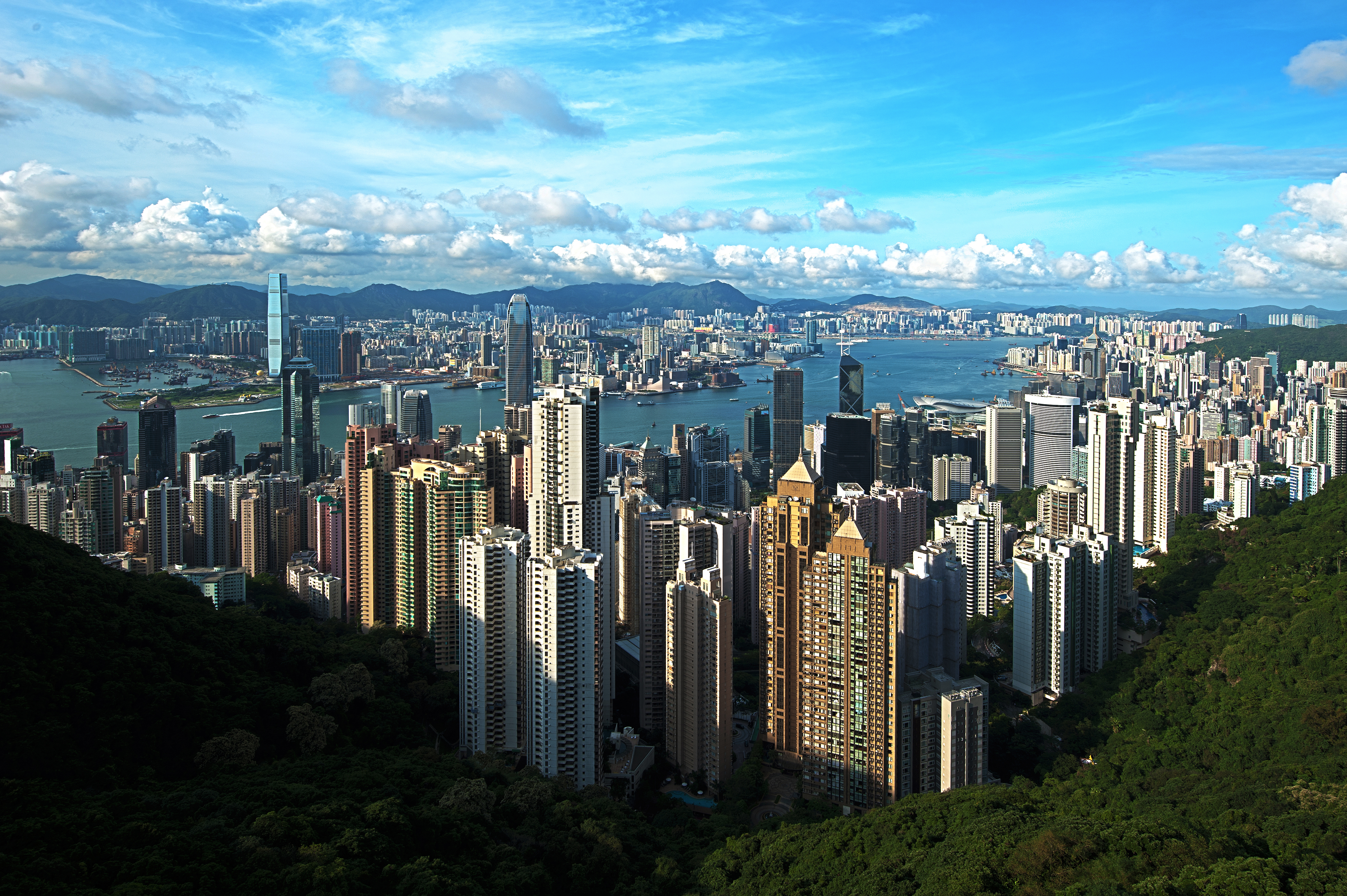
设计团队对香港地区进行了考察，以便在剧中忠实地再现。

《G高达》中的一些场景是通过实地考察来规划的，这是今川在执导处女作期间学到的一种技巧。他表示，这种研究可以通过观看电影间接经验的补充来“提升”动画制作质量。在规划新俄罗斯监狱时，今川参考了阿尔卡特拉斯岛联邦监狱的建筑，巧合的是他在《G高达》开发前一年参观了这座监狱。当他的上级要求将动画的设定限制在同一个地点时，今川选择了新宿（从第12集开始），让他的工作人员有机会在日本进行实地考察。在动画播出早期每週更换一个国家对于布景设计师和背景美术师来说是一项巨大的挑战，但制作组觉得今川在新宿上“过于复杂”。故事转移到圭亚那，以便艺术家们可以创作一个更简单的茂密的森林环境。在动画剧情的这一部分结束后，工作人员飞往香港进行研究和记录，为新香港故事弧做准备。今川提到，《G高达》中的新香港没有自己的空间殖民地，所以他希望准确地描绘这个地区作为一个在地球上持续繁荣发展的国家的样子。导演推测，由于香港的细节繁多，描绘它将会很困难，但他对背景美术师的最终工作成果非常满意。
今川自认为自己构思了新香港故事弧中参加决赛的大部分不同高达机型。导演与机甲艺术家密切合作，创造了这些“一次性”对手，他觉得其中许多滑稽古怪的设计非常迷人，尤其是新荷兰的风车形状的飓风高达。新新加坡的阿修罗高达和新马来西亚的骷髅高达的设计是出自由講談社出版的《Comic BonBon》和《TV Magazine》举办的比赛的获胜者。但由于它们是由本剧的年轻爱好者们所设计的，今川对这些高达被用作敌方角色而感到遗憾。
在第40集左右，今川开始将浪漫主题融入《G高达》的故事情节中。他解释说，在执导时他“不擅长描绘女性角色”，之前也从未“写过男女之间的‘正常’关系”。《G高达》是今川首次尝试“爱情故事”，尽管他承认在全剧剧情的长度上他才能够充分展现这一点。本剧的最后一幕显示了多蒙和玲一起骑在名为“风云再起”的马上离去；今川觉得由于导演自身对于爱情故事缺乏驾驭经验，采用英雄与女子同骑一匹白马的陈词滥调是相对“安全的做法”。当今川决定在多蒙和玲最后对抗恶魔高达时插入英文短语“Love-Love”时，与制作公司的工作人员产生了分歧。日昇制片人南雅彦抗议说这听起来太“不合适”，甚至在导演的家中与今川对此进行了争论。然而，今川不仅认为这个短语听起来很好，想要将其包含进剧中，因为他已经在《G高达》中成功地打破了常规。今川准备冒险承受任何对于在结局中使用这个短语的严厉批评。“我甚至不在乎因为那个『Love-Love』而不能在这个行业工作，”他说“我真诚地相信，一个没有热情和挑战精神的人是不能胜任导演一角的。”

## 媒体开发

### 动画
《机动武斗传G高达》电视动画最初于1994年4月22日至1995年3月31日在日本的地面电视频道朝日电视台播出，共49集。直到多年后，本剧才传到北美观众面前。1995年，接替《G高达》在日本电视上播出的《新机动战记高达W》最早由万代娱乐公司在2000年初在北美进行本土化。《高达W》在美国取得了巨大的成功，曾在卡通网络的热门午后Toonami时段播出，收视时常击败《Z》和《美少女战士》，一度成为卡通网络的最高收视剧。2001年末，万代获得了《G高达》英文配音版本的发行权，配音由Ocean Productions在他们位于加拿大卡尔加里的Blue Water工作室录制。《G高达》的英文版于2002年3月30日在旧金山的Sony Metreon Action Theatre进行了免费放映。《G高达》于2002年8月5日开始在Toonami上播出。由于频道的审查政策，一些内容被做出了调整。主要涉及更改几架机动战士的名称，例如将神高达（God Gundam）和恶魔高达（Devil Gundam）分别更改为Burning Gundam和Dark Gundam。本剧还于2002年11月在该频道的“午夜狂奔”（Midnight Run）和週六节目中播出。卡通网络于次年6月正式将《G高达》从其午后时段的节目表中删除。本剧后来在日本的有线电视网络Family剧场和卫星频道Animax上重新播出。
万代娱乐公司曾在北美地区以四个Box套装以及十二卷发行了《G高达》的DVD（每张光盘包含四到五集）。这些DVD包含英语配音和日语字幕版本，以及导演的制作注释等额外内容。前三卷和第一个Box套装于2002年11月5日发布。第二个Box套装和接下来的三卷于2003年2月4日发布。第三个Box套装和接下来的三卷于2003年4月22日发布。最后一个Box套装和最后三卷于2003年6月17日发布。2006年5月9日和6月27日，万代公司将本剧作为其“动漫传奇”的一部分以两个更大的合集重新发售。《G高达》在日本也有类似的DVD发行；包含全剧的合集于2010年10月27日开始销售。《G高达》还在包括Amazon Prime Video、在线网站万代频道和万代官方YouTube频道GundamInfo在内的各种视频点播服务上提供。由于万代娱乐公司的关闭，该系列已经停产。2014年10月11日，在他们的2014年纽约漫展上，日昇公司宣布他们将在2015年春季开始通过Right Stuf公司在北美地区发行整个高达系列作品，其中就包括《G高达》。2017年3月29日，Crunchyroll开始在他们的网站上播放该剧。Right Stuf将于2018年发布该剧的蓝光和DVD版本。

### 漫画和轻小说
自《机动武斗传G高达》在日本首播以来，已经出版了大量与本剧相关的纸本作品。首先是一部改编自本剧的漫画，由時田洸一绘制，在講談社的《Comic BonBon》杂志上连载，从1994年4月到1995年4月。講談社于1994年10月6日至1995年5月6日期间发行了三本汇集个别章节的单行本。在该剧在北美地区播出期间，TOKYOPOP获得了漫画的英文翻译版版权。这三本单行本于2003年6月17日至10月7日期间发行。铃木良武的轻小说改编版于1995年8月29日至1997年3月1日期间由角川书店出版，属于其Sneaker文库系列。除了这些改编作品外，还有大量的短篇故事和主要情节的衍生作品在各种日本杂志上发表。其中两部漫画连载在講談社的《Comic BonBon》特定版本中。第一部是一个名为《机动武斗传G高达外传〜翔龙传说〜》（機動武闘伝Gガンダム外伝〜翔龍伝説〜）的番外故事，讲述了蔡赛西在第13届高达武斗决赛中输给多蒙后，为提高自己的战斗技巧而踏上旅程。该漫画由村上としや创作和绘制，从1994年12月到1995年4月连载，并于1995年6月6日作为单行本发行。第二部是一个名为《机动武斗外传高达武斗7th》（機動武闘外伝ガンダムファイト7th）的前传故事，讲述了年轻的东方不败参加第7届高达武斗的经历。这部漫画由おとといきたろう创作，于1996年3月至12月连载，并于1997年1月8日以单行本形式发行。
从2010年到2016年，角川书店的杂志《GUNDAM ACE》连载了一部26卷的《G高达》漫画改编作品，由本剧导演今川泰宏撰写，由本剧的角色合作者岛本和彦及其相关的火之制作工作室绘制。今川将这部漫画描述为“完整版本的故事，大师级作品版本”。第一部分名为《超级！机动武斗传G高达》（超級! 機動武闘伝Gガンダム），从2010年7月26日到2011年8月26日期间连载；从2010年12月25日到2011年12月26日期间发行了七本单行本。第二部分名为《新宿·东方不败！》（新宿・東方不敗！），从2011年9月26日到2013年1月26日期间连载；从2011年12月26日到2013年7月26日期间发行了八本单行本。第三部分名为《爆热·新香港！》（爆熱・ネオホンコン！），从2013年2月26日到2015年连载；从2013年7月26日到2015年8月26日期间发行了七本单行本。第四部分名为《最终决战篇》（最終決戦編），从2015年连载到2016年8月26日；从2015年8月26日到2016年9月26日期间发行了四本单行本。

### CD
《机动武斗传G高达》在日本原版电视播出期间共发行了四张原声音乐专辑，其中包含背景音乐和歌曲。所有专辑于1999年3月5日由Star Child重新发行。第一张专辑《Round 1 & 2》是两张音乐光盘。第二张专辑《Round 3》包含音乐和一段特别制作的广播剧，由本剧的日本配音演员参与演出。第三张专辑《Round 4》包含剩余的背景音乐。最后一张专辑《Round 5》包括由配音演员演唱的角色形象歌曲，以及本剧两首片头曲的器乐版本。本剧中的歌曲也被收录在各种高达音乐合辑中。

### 电子游戏
万代在日本发布了三款专为《机动武斗传G高达》制作的格斗类电子游戏。第一款游戏由Pandora Box开发，于1994年12月27日发行，适用于超级任天堂平台。第二款游戏也由Natsume开发，于2002年10月10日作为Simple Characters 2000系列的第12卷发行，适用于PlayStation平台。第三款游戏于2006年11月6日发行，适用于日本的i-mode和FOMA服务支持的手机。此外，《G高达》中的角色和机甲也出现在各种高达跨界游戏中，如《机动战士高达：太空遭遇战》、《SD高达G世代》系列、《高达无双》系列以及万普的超级机器人大战系列等。

### 其他商品
万代在日本和北美地区推出了大量以《机动武斗传G高达》为主题的收藏品。其中包括从1:144到1:60比例的塑料模型套件；由树脂制成的昂贵GK套件；以及可动人偶，其中一些是市场限定款。日昇公司制作了一部以《G高达》为中心的宣传短片，作为OVA系列《GUNDAM EVOLVE》的第三部作品，与MG GF13-017NJ闪光高达模型套件一起作为限量版发行。出版了许多与《G高达》相关的指南或艺术书籍。MediaWorks出版了两本日语书籍：《机动武斗传G高达 高达武斗手册》（機動武闘伝Gガンダム ガンダムファイトハンドブック，1994年8月发行）和《机动武斗传G高达 完整收录高达武斗》（機動武闘伝Gガンダム 完全収録ガンダムファイト，1995年6月发行）。另一本名为《高达大战4 格斗G——模型图特别版》（ガンダムウォーズ4 ファイティングG―モデルグラフィックス スペシャル・エディション）的书由大日本绘画公司于1995年9月出版。Rapport在1994年出版了一本名为《机动武斗传G高达 战斗记忆》（機動武闘伝Ｇガンダム　バトルメモリー）的艺术书。Hobby Japan于2002年7月在其《Gundam Weapons》系列中出版了一本书，专门收集基于本剧出场机体的比例模型。英文指南《Mobile Fighter G Gundam Technical Manual》于2002年11月12日由TOKYOPOP在北美发行。日本服装公司COSPA则有销售正版授权的《G高达》主题服装。

## 评价
《机动武斗传G高达》在1994年和1995年在日本电视台播出期间的收视率表现一般。据日经商业出版社报道，本剧在关东地区和大东京地区的整个49集播出期间平均收视率仅为4.02%。《G高达》的整体收视率高于前一部的《机动战士V高达》，略低于后续的《新机动战记高达W》。在日本首播时，《G高达》在批评上也引起了一些争议。《G高达》在很大程度上摒弃了先前高达系列剧集中戏剧性、军事化的传统，以不同的调子独树一帜；故事发生在本距的主要时间线之外；放弃了大规模武装冲突，转而采用锦标赛式的武术对决。导演今川泰宏声称，他因为这些改变而受到了来自爱好者和设计人员的大量批评。然而，《G高达》在日本最终证明非常受欢迎。
在《机动武斗传G高达》在北美播出的早期阶段，万代报告称该剧在该时段的所有动画中收视率最高。当时该公司认为该剧是一部“热门”作品。然而，Toonami的工作人员在2006年回顾称，自2000年《高达W》在北美首播后，没有一部高达系列动画在观众收视率方面取得过显著成绩。《G高达》在美国的主流曝光中受到了整体上积极的评价。然而，对于《G高达》的剧情，观点仍然存在较大分歧。对剧情的负面反应主要源于它与之前的高达系列作品形成鲜明对比，后者通常侧重于战争中的深层政治和社会问题。AnimeNation的作家John Oppliger认为《G高达》是“高达系列的灾难”和“动画史上最大的失误之一”，因为它消除了这种严肃的含义。Anime News Network的Bamboo Dong和Protoculture Addicts的Duncan Scott最初也因同样的原因感到失望，后者认为该剧之所以在标题中加入“高达”纯粹是出于营销考虑。T.H.E.M. Anime Reviews的Derrick L. Tucker称该剧的每集故事情节是其“最大的弱点”，其中“叙事主要存在于将观众从一场战斗带到另一场战斗”。Tucker还发现，剧中更具戏剧性的主题，例如多蒙与东方不败之间的紧张关系或多蒙与玲之间的浪漫关系，被“剧中从头到尾充斥着的霸道而重复的动作场景所覆盖”。
其他评论家在剧情的发展过程中更加接受了本剧，而淡化了与过去的高达系列的比较。《Animerica》编辑Mark Simmons、Protoculture Addicts的Martin Ouellette和动画记者Mike Toole都认为，只要不太认真对待，这部剧可以带来极大的享受。IGN的David Smith因本剧所展现的“过于夸张”的特点而称《G高达》为“有史以来最伟大的巨型机器人动画”。Smith表示：“《G高达》在每一秒都保持着一张严肃的脸。这就是诀窍，因为让观众笑一笑就会破坏效果。在《G高达》中你不会笑——你会完全沉浸在所有这些奇妙的暴力中。”Simmons总结说，像“纳米技术瘟疫、邪恶军队、僵尸军团、背叛和心碎等等”这样的元素使得最终结果对于更为复杂的观众和被五颜六色闪亮机器人吸引的年轻人都很有趣。Toole表示，尽管有人批评剧情“愚蠢和夸张”，并且开场几集有“每週战斗”的味道，但東方不敗的登场引发了“一些很好的角色发展”。Dong也在《新香港》故事弧中更加欣赏这部剧，并认为相比其他高达系列，新观众在本剧任何一集中开始观看都很容易入手。
《G高达》中众多角色和机甲的大规模阵容收到了评论家们的大多数赞扬。Toole、Tucker、Ouellette和Smith都对主要角色的独特设计和特点给予了积极的评价；这四位评论家都指出，许多配角在国籍方面过于刻板化。Toole特别喜欢主人公多蒙，他认为多蒙非常全面，并将东方不败视为“一个伟大的英雄和一个伟大的反派”。Tucker认为主要角色“风格化和独特”，具有个人动机，给他们带来了“动态吸引力”。Tucker还对机动战士的设计多样性和色彩形式印象深刻，这打破了传统高达模板的束缚。Toole和Smith认为，更加滑稽可笑的高达刻板形象增加了该剧的亲和力。Smith在提到新美国的机动战士时惊叹道：“这部剧有一台牛仔/拳击手/四分卫/冲浪者高达，天哪。”Simmons同样讽刺地总结道：“这是一个以一个可以变形成巨大风车的高达代表的新荷兰太空殖民地的世界。”
香港的文化學者施德安（時為香港中文大學社會系碩士研究生）認為本作誕生於日本經濟泡沫爆破，日本人亟需對身份認同進行重新思考的時期，作品一些地方有著對日本歷史發展的寓意及反思，如惡魔鋼彈象徵「日本人創造出來的一種對個人和社會具理想的建設性及在現實的破壞性並存的一種制度文化」，東方不敗象徵中國傳統，石川少校象徵軍國主義，主角多蒙則象徵武士道精神（受中國傳統啟蒙及被軍國主義利用）。GUNDAM擂台和洗牌同盟則反映日本對參與國際事務的渴望。

## 影响
在《机动武斗传G高达》的北美DVD制作采访中，问到了有关最后一集最后一幕显示的“再见，G高达武斗14”的信息。导演今川被问及这是否意味着动画的续集。他回答说，这只是文字游戏，并没有意图肯定会有续集。尽管有许多与剧情并行的漫画故事，今川推测要制作《G高达》的动画续集或OVA系列是“不可能的”，并透露如果有的话他也不会担任导演。他说：“我认为《G高达》是一部以儿童为对象的动画，并最终取得了成功。我一直清楚地意识到这一点，克服了许多障碍和困境（在导演这一方面）。
Oppliger发现，《G高达》在动漫行业中确立了一种传承，尽管与其1979年的同名作品有所不同。他详细说明，《G高达》代表了日本动漫行业内的“发展催化剂”，因为与传统动漫系列的连续性所不同，它是高达系列第一部完全重启的作品，也是许多高达电视动画作品中第一个具有独立故事情节的作品。2001年，《G高达》被日本杂志《Animage》从历史意义、影响力和对动漫行业的影响方面进行评选，列为历史上最重要的100部动漫之一。